# Eremaeus porosus
Eremaeus porosus är en kvalsterart som beskrevs av Valerie M. Behan-Pelletier 1993. Eremaeus porosus ingår i släktet Eremaeus och familjen Eremaeidae. Inga underarter finns listade i Catalogue of Life.